# Marcel Woods
Marcel Woods (bürgerlicher Name Marcel Scheffers) ist ein ehemaliger niederländischer Trance-DJ und -Produzent aus Eindhoven.

## Biographie
Marcel Woods begann 1990 als DJ und entwickelte sich seither zu einem der erfolgreichsten niederländischen Trance-Produzenten. Als erster kommerzieller Erfolg produzierte er 2001 die Single De Bom 2001. Sein bisher größter Erfolg war die Single Advanced, die zur Hymne der Trance Energy 2006 wurde. Weitere bekannte Produktionen sind Time's Running Out (2003) und Cherry Blossom (2005). 2008 legte er als erster DJ sowohl an der Sensation White wie auch an der Sensation Black auf. Er ist auch bekannt unter dem Pseudonym Mr. Rowan.
Zuletzt hat Marcel Woods in Zusammenarbeit mit Tiësto die Single Don’t Ditch produziert. Woods hat sich Ende 2014 als DJ und Produzent zurückgezogen, um sich fortan seiner Agentur 2-Dutch und dem Management diverser Künstler, u. a. Showtek und Jordy Dazz zu widmen.

## Diskografie

### Mix-CDs
- 2004: ID&T Hardtrance 4
- 2005: Dance Valley Festival 2005: Sunset
- 2006: High Contrast Recordings presents Marcel Woods
- 2008: Musical Madness
- 2011: Follow The Sunrise (Sunrise Festival)
- 2010: Musical Madness 2
- 2011: Musical Madness 3

### Singles (Auswahl)
- 1997: Driver EP
- 1999: BlackMen
- 1999: Freedom EP (als Mr. Rowan)
- 2000: Push-E-Cat
- 2001: De Bom 2001
- 2001: Te Quiero (Marcel Woods & Walt)
- 2002: De Bom 2001 Revisited
- 2002: Drama
- 2003: A Decade
- 2003: Serenity
- 2003: Time's Running Out
- 2004: Static State
- 2005: Advanced (Trance Energy Hymne 2006)
- 2005: Cherry Blossom / Beautiful Mind
- 2005: Flora / Fauna (Marcel Woods vs. Jesselyn)
- 2006: Accelerate
- 2006: Monotone
- 2006: Signed, Sealed And Delivered (It's Yours E.P.)
- 2007: 3Stortion & Lemon Tree
- 2007: Don't tar me with same brush & Get The Kleenex
- 2008: Life is like a box of chocolates
- 2008: Beautiful Mind 2008
- 2008: On Fire
- 2009: Can't Sleep (feat. Elles de Graaf)
- 2009: Everything
- 2009: Inside Me
- 2010: Tomorrow
- 2010: The Bottle
- 2010: BPM
- 2011: Questionary
- 2011: Sunrise
- 2011: Champagne Dreams
- 2012: Trigger (mit W&W)
- 2013: Platinum Chains

### Remixe (Auswahl)
- 2002: Sensation – The Anthem 2002
- 2003: Walt – Bring the Pain
- 2005: Three Drives – Greece 2000
- 2006: Ferry Corsten – Whatever
- 2006: DJ Shog – Jealousy
- 2008: Picotto vs Papini – Gonna Get Ya
- 2009: Rank 1 – L.E.D. There Be Light (Trance Energy Hymne 2009)
- 2009: Tiësto feat. C.C. Sheffield – Escape Me
- 2011: Tiësto feat. Marcel Woods – Don’t Ditch

## Belege
1. ↑  Chartquellen: BE (Flandern)